# Bosco/Gurin
Bosco/Gurin är en ort och kommun  i distriktet Vallemaggia i kantonen Ticino, Schweiz. Kommunen har 53 invånare (2023).
Bosco/Gurin är den enda officiellt tvåspråkiga kommunen i Ticino. Förutom italienska talas även walsertyska. 